# Cathy la petite fermière
Cathy la petite fermière (牧場の少女カトリ, Makiba no Shōjo Katori, littéralement Katri, la fille des prés) est une série d'animation japonaise en 49 épisodes de 22 minutes diffusée du 8 janvier au 23 décembre 1984 sur Fuji TV.
En France, la série a été diffusée à partir du 6 juin 1987 dans l'émission Youpi ! L'école est finie sur La Cinq, et au Québec sur Canal Famille sous le titre Katri la petite vachère, sporadiquement à partir du  1er septembre 1988, puis régulièrement en décembre 1990.

## Synopsis
L'histoire se déroule durant la Première Guerre mondiale dans le Grand-duché de Finlande sous occupation russe. Cathy vit chez ses grands-parents avec son petit chien Ficelle après avoir perdu le contact avec sa mère partie pour l'Allemagne.
Lorsque ceux-ci perdent leur dernière vache, Cathy doit partir travailler dans une autre ferme et continuer à vivre, tout en espérant des nouvelles de sa mère.

## Fiche technique
- Titre original : 牧場の少女カトリ (Makiba no Shōjo Katori?)
- Titre français : Cathy la petite fermière
- Titre québécois : Katri la petite vachère
- Réalisation : Hiroshi Saitō
- Scénario : Auni Nuolivaara
- Musique : Hideki Fuyuki
- Production : Nippon Animation
- Pays d'origine : Japon
- Langue d'origine : japonais
- Genre : Animation, drame
- Nombre d'épisodes : 49 (1 saison)
- Durée : 22 minutes
- Dates de première diffusion :  Japon : 8 janvier 1984 ;  France : 6 juin 1987

## Distribution VF
- Barbara Tissier : Cathy
- Claude Chantal : Narratrice
- Monique Thierry : Mère de Cathy (Sarah)
- Brigitte Lecordier : Martin
- Guillaume Boisseau : Peter
- Gérard Hernandez : Grand-père de Cathy
- Lily Baron : Grand-mère de Cathy
- Yves-Marie Maurin : M. Récola
- Lucie Dolène : Mme Récola
- Joëlle Fossier : Mme Kansuella
- Christiane Lorenzo : Arthur (fils de Mme Kansuella)
- Bernard Soufflet : M. Aki
- Virginie Ledieu : Emilia
- Benoît Allemane : Cousin de M. Récola (épisode 19)

## Autour de la série
La série est inspirée du roman finlandais Paimen, piika ja emäntä (« La bergère, la domestique et l'hôtesse ») par Auni Nuolivaara (en) édité en 1936.
La totalité des musiques est inspirée de l’œuvre du compositeur finlandais Jean Sibelius.

## Liste des épisodes
1. Une mauvaise nouvelle
2. Un nouvel ami
3. Un orage printanier
4. Une attitude résolue
5. Le Départ précipité
6. Le Maître du domaine
7. Une étrange patronne
8. Un accident dans le ravin
9. Cathy tombe malade
10. La Promesse d'un ami
11. Les Deux Rivaux
12. Une lettre inattendue
13. Le Beau Cadeau
14. Une invitation surprise
15. Le Salaire inattendu
16. La Brebis égarée
17. La Nuit des loups
18. Les Deux Incendies
19. Les Voisins de chambre
20. Ça va, ça vient
21. La vie est un combat
22. En attendant le printemps
23. Qui est le plus fort
24. Une rencontre importante
25. C'est arrivé juste à côté
26. Celui qui nous a sauvé
27. La Dame de la ville
28. Une nouvelle vie
29. Ce n'est qu'un rêve
30. Comme un cygne majestueux
31. Livré par la poste
32. Le Livre magique
33. Heurts et Malheur
34. À la découverte du capital
35. Le Père et la Fille
36. La Grande Décision
37. Ficelle et le Vagabond
38. Tous les chemins
39. La Fête du domaine
40. Le Départ pour la ville
41. Rencontrer dans la ville
42. Le Livre sans images
43. Le Tour en voiture
44. La Fille antipathique
45. Une journée fatigante
46. Un grand moment
47. La Carte postale
48. La Rentrée scolaire
49. Celle que l'on attendait plus